# Parantica menadensis
Parantica menadensis is een vlinder uit de familie Nymphalidae, onderfamilie Danainae.
De wetenschappelijke naam van de soort is voor het eerst geldig gepubliceerd in 1883 door Frederic Moore.
De soort komt alleen voor in Indonesië. Hij staat op de Rode Lijst van de IUCN als niet bedreigd.